# Éclaireurs
Cet article possède un paronyme, voir Les Éclaireurs.
Pour les articles homonymes, voir Éclaireur (homonymie).

Éclaireurs (titre original : Scouting for Boys) est un ouvrage écrit par Robert Baden-Powell sur le fondement du scoutisme.

## Contenu
Dans ce livre qui se veut didactique, Baden-Powell s'adresse aux chefs scouts, ou potentiels chefs, afin de leur fournir une aide et un soutien dans leur tâche. À chaque chapitre, appelés bivouac, il explique certains éléments de la méthode scoute : de la loi et la promesse, aux activités de jeu en passant par le système des patrouilles et les techniques de constructions, de secourisme ou d'approche.

## Éditions
Scouting for Boys a été publié en six livraisons bimensuelles d'environ 70 pages chacune, de janvier à mars 1908. Il l'a fait à la suite de son expérience sur Brownsea Island, où a eu lieu le premier camp scout. Par ce livre, il donnait aux chefs scouts quelques recettes pour bien animer sa troupe ou sa patrouille. Les livraisons ont été produites par l'imprimeur de Pearson, Horace Cox. Ces six publications ont été un succès et, comme prévu, ont été publiées sous forme de livre le 1er mai 1908. Bien que les aides au scoutisme aient fortement influencé le livre, Scouting for Boys présente le scoutisme du point de vue des amateurs de plein air et des explorateurs plutôt que des militaires, et il ajoute le serment scout, la loi scoute, les honneurs et les jeux pour les jeunes.  Le livre a été révisé et une énorme variété d'éditions a été publiée. Beaucoup de ces éditions ont été éditées par d'autres et, bien au-delà de la simple édition, des sections entières ont été écrites par des auteurs autres que Baden-Powell. Scouting for Boys a été traduit dans de nombreuses langues.
La première édition française est parue en 1912 chez Delachaux et Niestlé, à Neuchâtel, traduite par Pierre Bovet, pasteur à Genève.
Il existe plusieurs éditions du livre. En effet, à la suite du succès du scoutisme, de sa rapide expansion et de son évolution, il a fallu rajouter des informations, en supprimer et en modifier.